# Braian Molina
Braian Nicolas Molina (Buenos Aires, Argentina, 17 de abril de 1995) es un futbolista argentino que juega de defensa central y su equipo actual no está definido. 

## Trayectoria
Realizó las categorías formativas en River Plate. En el 2017 se une al Instituto de Córdoba, en ese mismo año obtiene su primera experiencia internacional al ser contratado por el Venados de México, dónde jugo 36 partidos y marcó dos goles, entre el Torneo de Ascenso Apertura y Clausura, así como la Copa MX.
En el 2019 llega al Ñublense de Chile.
Para la temporada 2020 es fichado por el Macará de  Ecuador, con el cual disputó la Copa Libertadores 2020.

## Clubes
| Club                        | País      | Año              |
| --------------------------- | --------- | ---------------- |
| Instituto AC                | Argentina | 2017             |
| Venados FC                  | México    | 2017 - 2018      |
| Ñublense                    | Chile     | 2019             |
| Macará                      | Ecuador   | 2020             |
| Morón                       | Argentina | 2021             |
| Marathón                    | Honduras  | 2021- 2023       |
| Club Atlético Central Norte | Argentina | 2023- Actualidad |

## Participaciones internacionales
| Torneo                 | Club   | País    | Resultado    |
| ---------------------- | ------ | ------- | ------------ |
| Copa Libertadores 2020 | Macará | Ecuador | Primera fase |